# King of the Cha Cha Mambo
King of the Cha Cha Mambo è un album raccolta di Tito Puente, pubblicato dalla Tico Records nel 1954.
Il disco uscì anche con il titolo di Cha Cha Cha - Vol.1. I brani dell'album sono stati ripubblicati su CD nella raccolta The Complete 78s, Volume 3.

## Tracce
Lato A
1. Baila mi cha cha cha – 2:44 (Ernesto Brito)
2. Cha cha cha – 2:01 (Justi Barreto)
3. Rico melao – 2:13 (Jorge Mazon)
4. El alardoso – 3:00 (Enrique Jorrin)

Lato B
1. Cha Cha Bounce – 2:56 (Tito Puente)
2. The Silver Star – 2:48 (Enrique Jorrin)
3. Los cinco sentidos – 2:35 (Justi Barreto)
4. La engañadora (Enrique Jorrin)

## Musicisti
- Tito Puente – timbales, percussioni, arrangiamenti
- Altri musicisti non accreditati